# Léon Zack

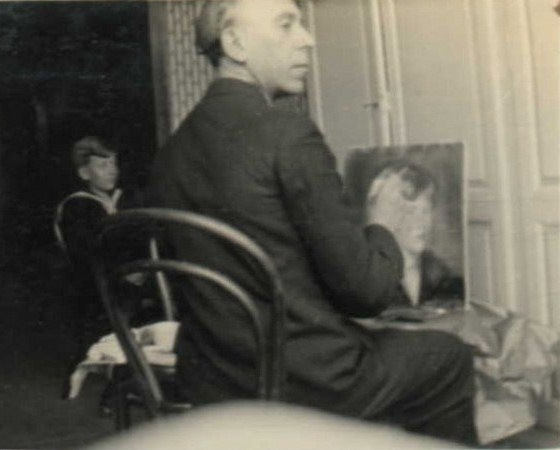
Léon Zack, 1933

Léon Zack (russisch Лев Васильевич Зак, Lew Wassiljewitsch Zack; * 12. Juli 1892 in Nischni Nowgorod; † 30. März 1980 in Vanves) war ein russisch-französischer Maler, Illustrator, Bühnenbildner, Kostümzeichner und Bildhauer.

## Leben
Léon Zacks Vater, der Apotheker Wassili Zack, wurde wegen seiner Teilnahme an Aktivitäten der Narodniki zehn Jahre nach Sibirien verbannt, und Léon Zack wurde von seiner Mutter Rosalie erzogen. Sein Halbbruder aus der ersten Ehe der Mutter war der russische Philosoph Simon Ljudwigowitsch Frank (russisch Семён Лю́двигович Франк), sein Großvater mütterlicherseits war Mitbegründer der Moskauer jüdischen Gemeinde.
Zack begann mit 13 Jahren zu zeichnen und war von 1905 bis 1907 ein Schüler Jakimchenkos. Ab 1902 besuchte er das Lazarew Institut für Orientalische Sprachen. An der Moskauer Universität studierte er ab 1910 Literatur. Er war Teil des russischen Futurismus und nahm Unterricht in Malerei bei Fjodor Iwanowitsch Rerberg. Sein letzter Professor, Ilja Iwanowitsch Maschkow, Mitglied der russischen Avantgarde-Künstlergruppe Karo-Bube, machte ihn mit französischen Künstlern wie Paul Cézanne und André Derain bekannt. Zack traf ebenfalls auf Sergei Iwanowitsch Schtschukin, Filippo Tommaso Marinetti, Kasimir Sewerinowitsch Malewitsch und Vladimir Mayakovsky. Zusammen mit dem Dichter Cherchnevitch gab er ein Magazin für Poesie la Mezzanine de la poésie heraus, in dem er unter dem Pseudonym M. Rossijanskij auch eigene Werke veröffentlichte.
Nach seiner Heirat im Jahr 1917 mit Nadezhda Braude (1894–1976) lebte das Paar von 1918 bis 1920 auf der Krim, wo 1918 Tochter Irène geboren wurde. Im April 1920 verließen sie die Ukraine vor den vorrückenden bolschewistischen Truppen von Jalta aus mit einem englischen Schiff nach Konstantinopel. Zack erhielt ein italienisches Visum, nachdem er sich drei Monate lang vergeblich um ein französisches bemühte. Zwei Jahre lebte die Familie in Florenz. Während einer Reise nach Paris im Jahr 1921 stellte er seine Lithografien im Salon des indépendants und Salon d'hiver aus und lernte Pablo Picasso und Michail Fjodorowitsch Larionow kennen.
1922 ging Zack nach Berlin. Dort schuf er bis 1925 Bühnenbild und Kostüme für die Ballette des Russischen Romantischen Theaters von Boris Romanoff, illustrierte Das Fest während der Pest von Alexander Sergejewitsch Puschkin und Machiavellis Mandragola mit Lithographien, und stellte 1922 und 1923 seine Werke in der Galerie von Alfred Flechtheim aus. Am Ende desselben Jahres reiste er mit Boris Romanoffs Theater nach Paris, wo er sich mit seiner Frau niederließ, und nahm in den folgenden Jahren an mehreren Ausstellungen teil, so dem Salon d’Automne, dem Salon des Indépendants und dem Salon des Surindépendants, den er 1929 mitbegründete. 1926 erfolgte seine erste Einzelausstellung mit figürlichen Gemälden in der Galerie d'Art Contemporain. Bis 1930 gehörte er zur Gruppe der Néo-humanistes um Waldemar George, Christian Bérard, Pavel Tchelitchev und Eugène Bermann. Im Ausland war er in Gruppenausstellungen vertreten, wie 1928 in Moskau, Brüssel, und 1935 in London und Prag.
1938 wurde er französischer Staatsbürger. Während des Zweiten Weltkriegs war er 1940 gezwungen, Paris zu verlassen, lebte unter anderem in Biarritz, Arcachon, Villefranche-sur-Mer, Grenoble und konvertierte 1941 zum Katholizismus.
1945 kehrte er nach Paris zurück, nahm wieder an zahlreichen Ausstellungen teil und illustrierte mehrere Bücher. 1947 schuf er Bühnenbild und Kostüme für ein Ballet Sergei Sergejewitsch Prokofjews.
Zacks Malstil wandelte sich zunehmend vom figürlichen hin zum abstrakten, und 1948 zeigte er in einer Einzelausstellung in der Pariser Galerie des Garets erstmals Werke mit ausschließlich geometrischen abstrakten Formen.

Krypta des Mahnmals Bittermark, Dortmund
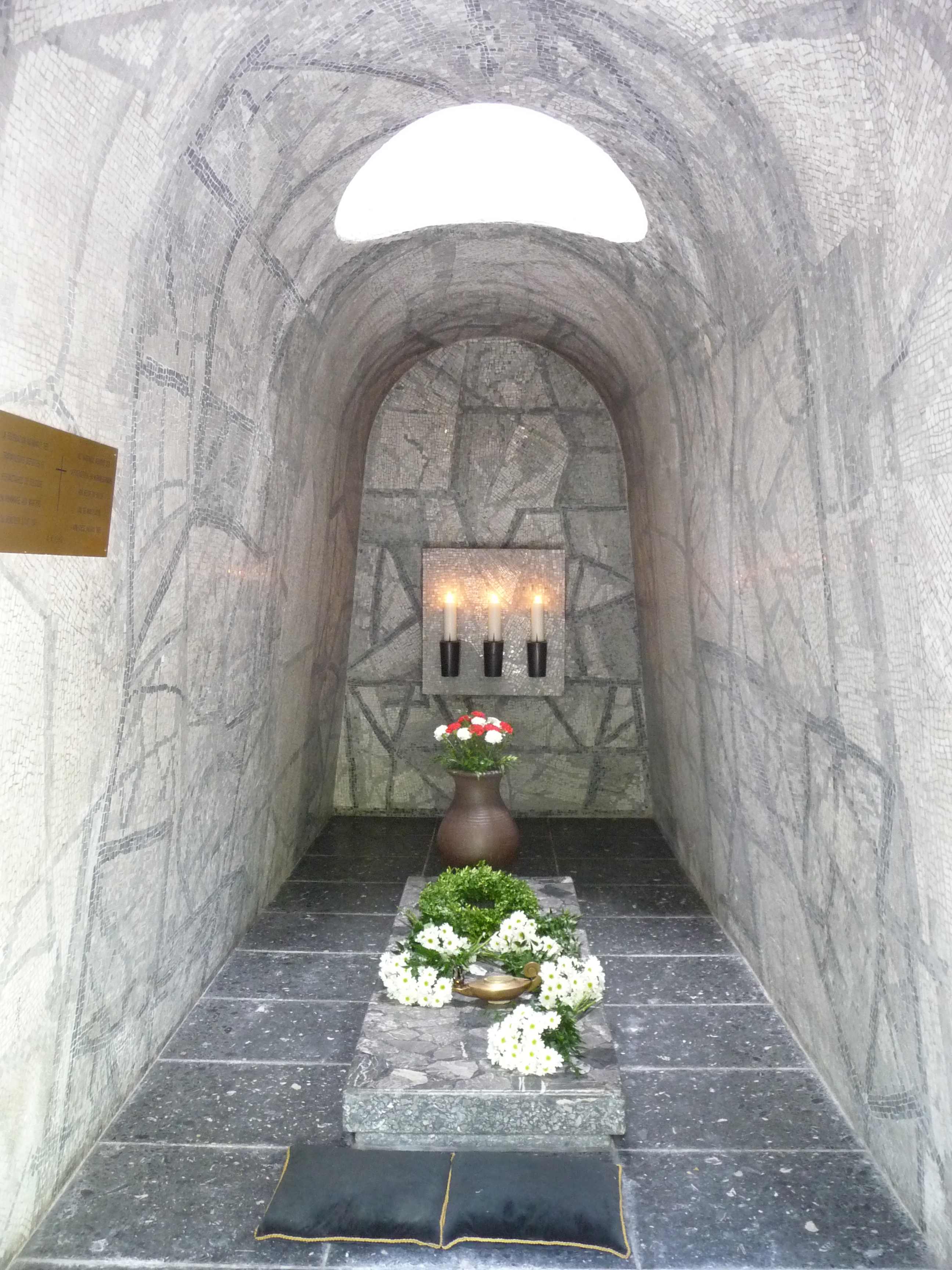
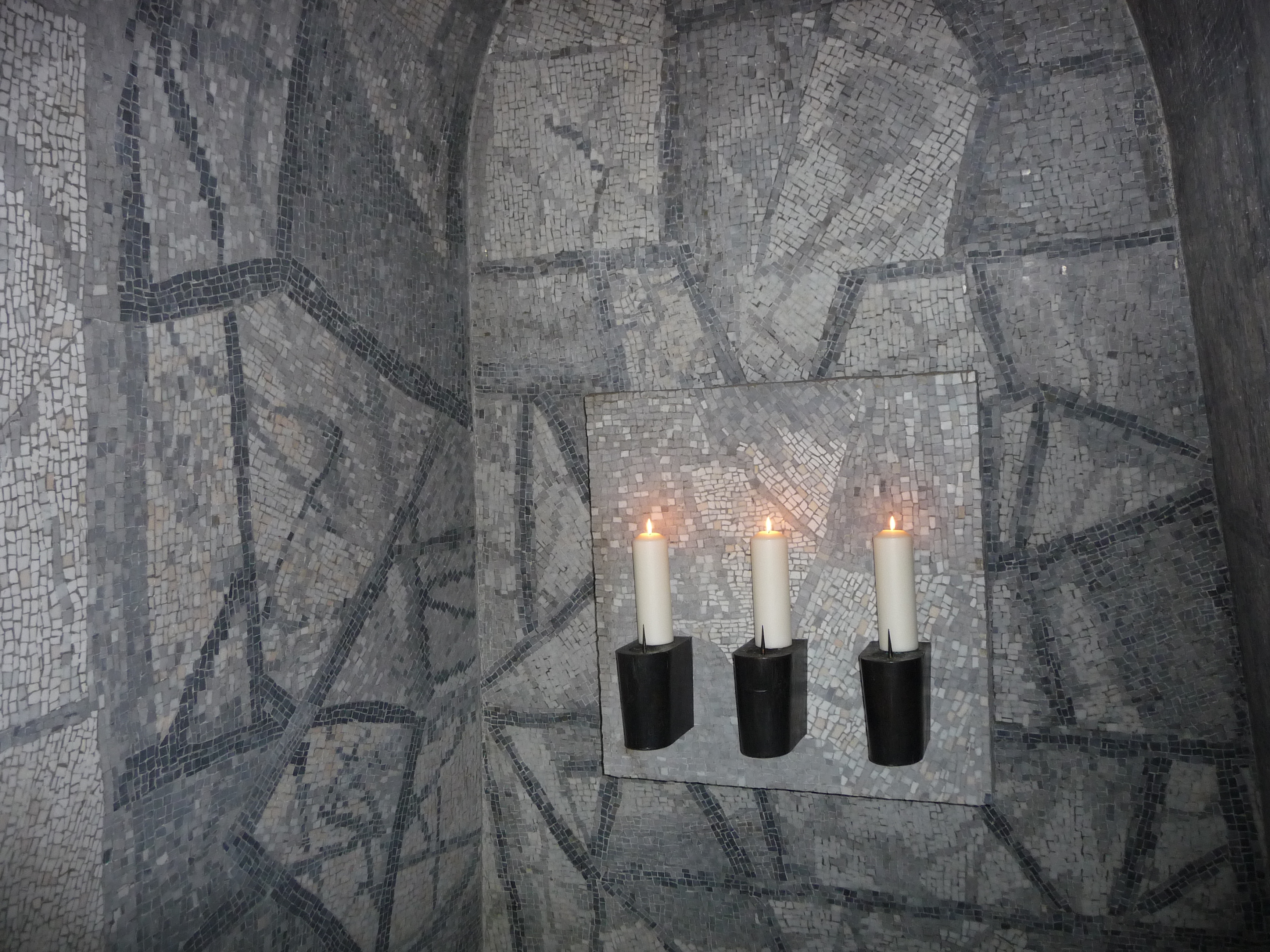

Ab 1950 arbeitete er auch gemeinsam mit seiner Tochter, der Bildhauerin Irène Zack, gestaltete das Innere mehrerer Kirchen im Elsass und entwarf in den folgenden Jahren Fenster für 30 Gebäude, wie den Sitzungssaal des Generalrats des Département Yonne 1957 und zahlreiche Kirchen. Daneben erstellte er Tapisserien, die im Atelier Plasse Le Caisne ausgeführt wurden, sowie Sakralgegenstände wie Kreuze und Altäre.
1959 ließ er sich in Vanves nieder und begann im selben Jahr mit der Arbeit zur Ausgestaltung der Krypta des Mahnmals Bittermark in Dortmund. 1960 waren die Mosaike, die den gesamten Innenraum auskleiden, fertiggestellt. Die Marmor-Steine stellen ein Geflecht aus Drahtfesseln dar. Oberhalb der Tür bilden dunkle Steine auf hellgrauem Hintergrund das Wort PAX.

## Werk

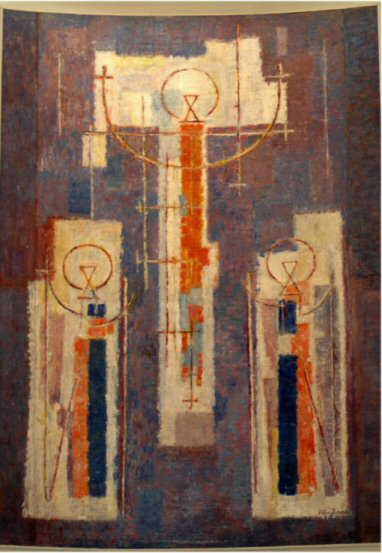
Tapisserie l'Ascension von Léon Zack in St. Georges in Urschenheim, 1951.

Zack gehörte zur École de Paris. Nachdem er viele Jahre figürlich gemalt hatte, entwickelte sich seine Kunst zunehmend hin zum Abstrakten, bis seine Bilder ab etwa 1947 konsequent nicht-figurativ waren. Ab 1950 wandte er sich auch sakraler Kunst zu und schuf Kruzifixe, Skulpturen für Kircheninnenräume und Buntglasfenster für zahlreiche Kirchen.
Werke von Zack befinden sich in zahlreichen Museen, wie dem Sainsbury Centre for Visual Arts/University of East Anglia, dem Musée National d’ Art Moderne in Paris, dem Unterlinden-Museum in Colmar (Double portrait d'hommes, auf der Rückseite: Double portrait de femmes 1931; Vierge à l'Enfant 1946; Sans titre 1973) und der Tate Gallery of Modern Art in London (Peinture 1952, 97,5 × 130,5 cm). Die Galerie nationale du Jeu de Paume erwarb 1935 das Gemälde Mutter und Kind. Manuskripte mit Gedichten von ihm sind in der Bibliothek der Fakultät für Philologie an der Hebräischen Universität Jerusalem erhalten.

### Sakrale Kunst/Buntglasfenster (Auswahl)

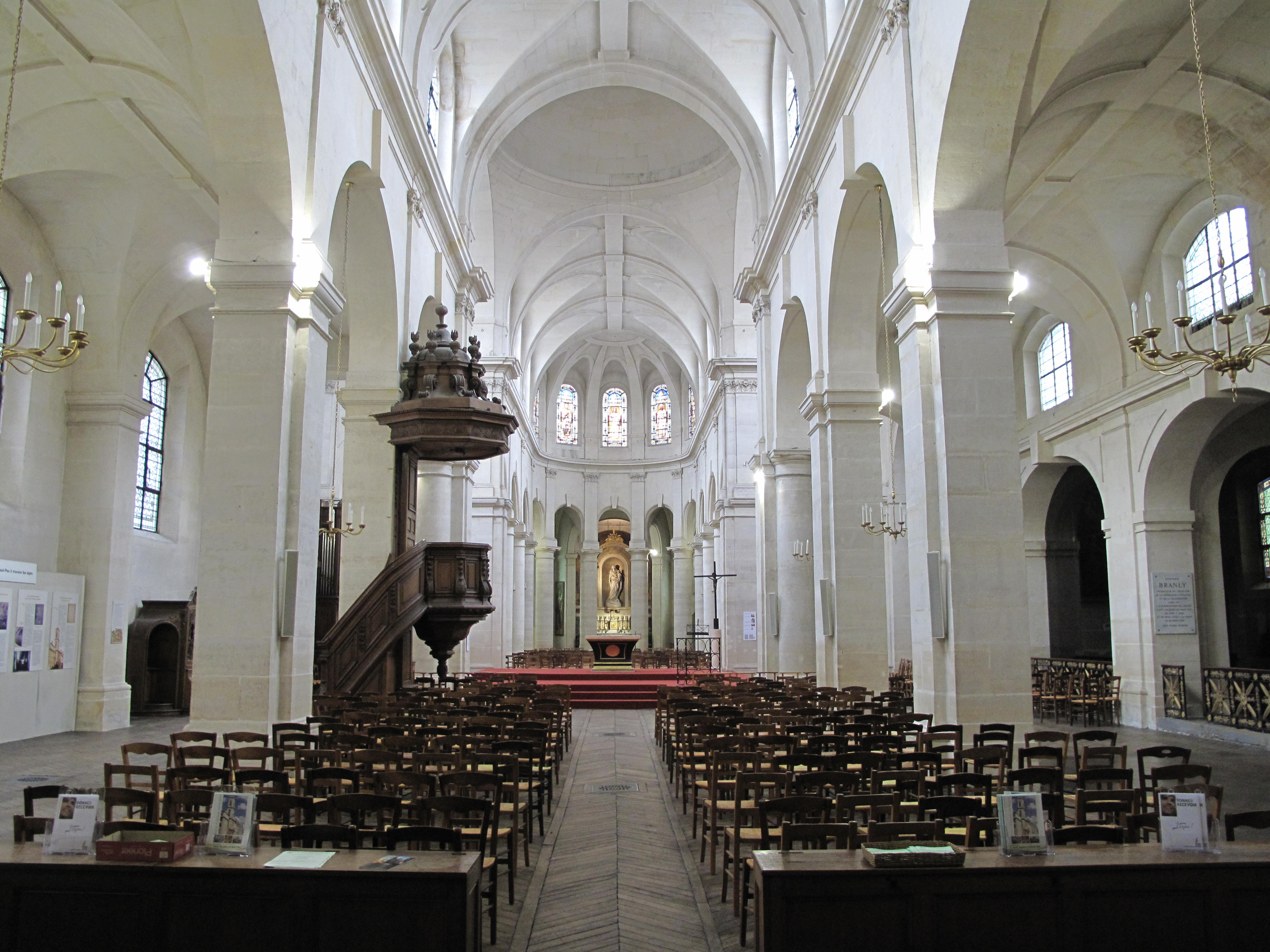
Altar und Kreuz von Léon Zack in der Kirche St-Jacques-du-Haut-Pas, 5. Pariser Arrondissement, 1971.

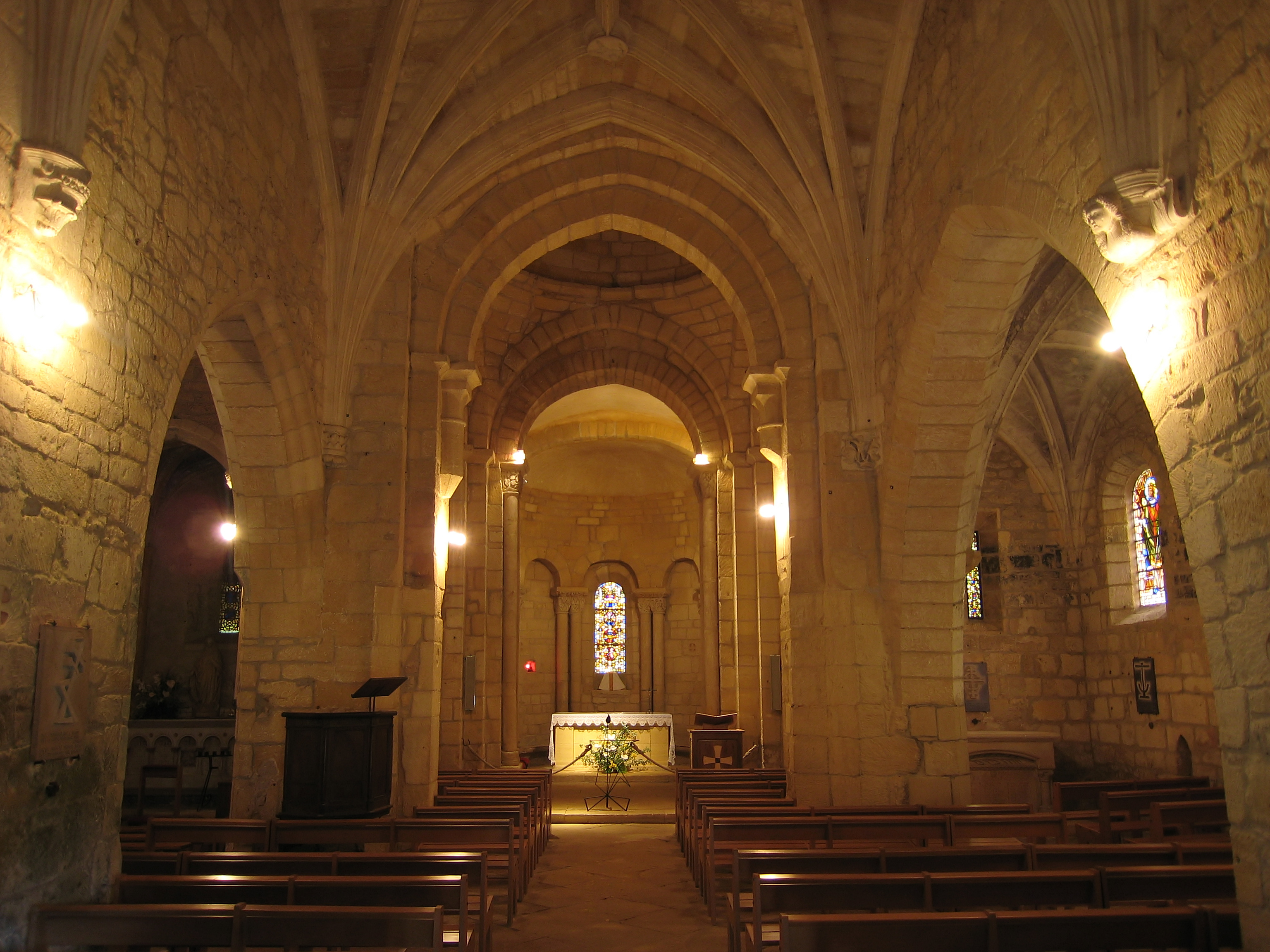
Innenraum der Kirche Saint-Caprais in Carsac, an den Wänden sind drei der 14 Platten des Kreuzwegs zu sehen.

- 1954 bis 1955: Buntglasfenster in der Kirche Notre-Dame-des-Pauvres in Issy-les-Moulineaux. Die Fenster bestehen aus 60 Paneelen über eine Länge von 60 Metern.
- 1955: Skulptur St. Teresa mit Jesus und Kreuzweg aus 14 Teracotta-Platten von Leon Zack und Tochter Irène in der Kirche von Carsac, Carsac-Aillac.
- 1957: Buntglasfenster St. Sulpice, Paris
- 1957: Buntglasfenster im Sitzungssaal des Generalrats des Département Yonne
- 1957: Buntglasfenster in der Abteikirche Notre-Dame de Protection in Valognes
- 1959: Marmoraltar und Buntglasfenster, Sacré-Cœur, Mülhausen
- 1959/1960: Mosaik, Krypta des Mahnmals Bittermark in Dortmund
- 1965: Buntglasfenster und geschmiedetes Kreuz, Kirche Sainte-Jeanne-d'Arc im 18. Pariser Arrondissement
- 1967: Buntglasfenster in der Kirche Saint-Louis de Brest
- 1971: Altar aus bleibeschlagener Eiche mit einer Platte aus rosa Marmor und Bronze-Kreuz (gemeinsamer Entwurf mit seiner Tochter Irène) in der Kirche St-Jacques-du-Haut-Pas in Paris.[4]
- Tapisserien, die im Atelier Plasse Le Caisne ausgeführt wurden

### Lyrik
- M. Rossijanskij (Pseudonym): Utro vnutri - stichotvorenija i poėmy (Die Dichtungen). Hrsg. Vladimir F. Markov. Fink, München, 1970

### Illustrationen (Auswahl)
- 1923: Alexander Sergejewitsch Puschkin: Le Festin pendant la peste, Lithographien, Berlin, éditions Val'ter i Rakint
- 1924: Niccolò Machiavelli: Mandragola
- 1930: Voltaire: La Princesse de Babylone suivi de Contes divers, Paris, éditions du Trianon
- 1932: Stéphane Mallarmé, Divagations
- 1933: Arthur Rimbaud, Œuvre intégrale
- 1936: Baudelaire, Poésies complètes; Paul Verlaine, Sagesse
- 1937: Edgar Poe, Le Corbeau
- 1938: André Gide, Paludes
- 1944: Pierre Emmanuel, Le Poète fou
- 1945: Racine, Phèdre, illustré de 10 dessins originaux aux lavis, Monaco, Éditions du Rocher; Pierre Emmanuel, Hymne à la France
- 1946: Agrippa d'Aubigné, Les Tragiques, 30 Holzschnitte für eine Auswahl von Gedichten; Longus, Daphnis et Chloé, Monaco, Éditions du Rocher; Les Baisers de Jean Second imités par Pierre de Ronsard et ses disciples (1500-1600), préface de Henri Chamard, illustrations et ornements de L. Zack, Monaco, Éditions du Rocher (148 p.)
- 1947: Ronsard, Sonnets, Monaco, Éditions du Rocher
- 1974: Jean Joubert, L'été se clôt, Paris, Éditions Saint-Germain-des-Prés

### Bühnenbild/Kostüme
- 1922: Ballett nach der Musik von Christoph Willibald Gluck
- 1922: Giselle, Musik von Adolphe Adam
- 1924: La Sylphide, Musik von Sergei Sergejewitsch Prokofjew
- 1925: Ballett nach der Musik von Sergei Sergejewitsch Prokofjew
- 1932: Der Narr von Sergei Sergejewitsch Prokofjew für das Ballet Russe de Monte-Carlo
- 1934: Der Kuss der Fee von Igor Fjodorowitsch Strawinski für das Theatre du Chatelet
- 1943: Fürst Igor von Alexander Porfirjewitsch Borodin für das Ballet Russe de Monte-Carlo
- 1947: Bühnenbild und Kostüme für ein Ballet Sergei Sergejewitsch Prokofjews, das 1950 von Janine Charrat aufgeführt wurde

## Ausstellungen (Auswahl)
- 1928: Teilnahme an der Ausstellung "Modern French Art" in Moskau
- 1946: Galerie Katia Granoff, Paris. Einzelausstellung
- 1949: Galerie des Ga.ets, Paris. Einzelausstellung
- 1949: Galerie Cavalino in Venedig
- 1956: Galerie Kléber, Paris. Einzelausstellung
- 1959: Galerie Waddington, London. Einzelausstellung
- 1960: Galerie Germain, Paris. Einzelausstellung
- 1973: Nationalmuseum für Geschichte und Kunst, Luxemburg
- 1977: Musée d’art moderne de la Ville de Paris. Retrospektive
- 1984: Galerie Protée, Paris. Retrospektive
- 1992, 4. April bis 1. November: Prémisses du silence (Zeichen der Stille). Musée Suisse du Vitrail (Schweizerisches Museum für Glasmalerei). Einzelausstellung